# Trommeslager (dokumentarfilm)
|  | Denne artikel er oprettet af botten Steenthbot ud fra en ekstern database. Den kan derfor have sproglige fejl eller mangler. Denne skabelon kan fjernes efter kontrol af indholdet. |

Trommeslager er en dansk dokumentarfilm fra 2018 instrueret af Josefine Exner.

## Handling
Beats, sved og tårer i historien om unge Sara, der drømmer om at blive optaget på musikkonservatoriet.
Saras største drøm er at blive optaget på Musikkonservatoriet som trommelager. Josefine Exners film følger hende i sin jagt på at indfri drømmen, mens hun finder sig selv som musiker og ungt menneske. For det kræver sin kvinde at tilkæmpe sig en plads i musikkens mandeverden, hvor man skal vise styrke for at vinde respekt.